# Wickie und die starken Männer (Anime)
Wickie und die starken Männer (japanisch 小さなバイキングビッケ, Chiisana Baikingu Bikke, Deutsch „Der kleine Wikinger Vicke“) ist eine 1974 erstausgestrahlte Zeichentrick-Fernsehserie auf Grundlage der Kinderbuchreihe Wickie von Runer Jonsson. Sie wurde genauso wie Pinocchio, Heidi, Biene Maja und Sindbad im Auftrag von ZDF und ORF als Anime in Japan produziert.

## Handlung
Wickie ist ein kleiner Junge mit rotblondem, schulterlangem Haar, der mit seinen Eltern Ylva und Halvar, dem Dorfhäuptling, im kleinen Wikingerdorf Flake lebt. Er ist kein typischer Wikingerjunge, sondern von Natur aus ängstlich und nicht besonders stark. Dafür überzeugt er durch seine ausgeprägte Intelligenz, mit der er den Erwachsenen und Freunden auch in scheinbar ausweglosen Situationen immer wieder beisteht und ihnen zur Lösung verhilft.
Gemeinsam mit Halvar und seiner Schiffsmannschaft aus mehr oder weniger „starken“ Männern erlebt Wickie in jeder Folge neue gefährliche oder lustige Abenteuer. Er muss sich anfangs gegen die Skepsis der Mannschaft durchsetzen, entwickelt sich aber schnell zum Maskottchen, ohne das die Wikinger gar nicht mehr auf Reisen gehen wollen.

## Figuren
- Wickie ist die Titelfigur und Sohn des Häuptlings. Er ist ängstlich und schwächlich, aber sehr schlau.
- Halvar ist der Häuptling Flakes und Wickies Vater. Er ist ein typischer Wikinger. Ihm wäre zwar lieber, wenn Wickie mutiger und stärker wäre, er ist aber trotzdem froh, dass Wickie ihm und seinen Leuten zur Seite steht, wenn sie ernste Probleme haben. Allerdings scheint er sich auch etwas dafür zu schämen, dass er nicht so intelligent ist, und wird leicht eifersüchtig, wenn seine Leute Wickie und nicht ihn selbst für seine Intelligenz loben.
- Ylva ist Halvars Frau und Wickies Mutter. Im Gegensatz zu Halvar ist sie von Anfang an froh, dass Wickie anders als die anderen Wikinger ist. Generell ist Halvar ihr eher unterlegen.
- Ylvi ist Wickies Freundin und in seinem Alter.
- Gilby ist ein Junge in Wickie und Ylvis Alter, allerdings ist er deutlich stärker und gibt vor, nie Angst zu haben. Er hänselt Wickie häufig wegen dessen Angst, dennoch ist er häufig auf die Hilfe Wickies angewiesen.
- Ulme ist einer von Halvars Leuten und begeisterter Musiker. Er drückt sich für einen Wikinger sehr gewählt aus.
- Urobe ist der älteste Wikinger Flakes und trotz seines Alters immer noch ein starker Kämpfer. Er weiß zudem sehr viel.
- Gorm ist ein sehr fröhlicher Wikinger.
- Faxe ist der stärkste Wikinger Flakes. Außerhalb der Kämpfe jedoch ist er sehr friedlich und etwas verfressen.
- Tjure gilt als der beste Wikinger Flakes nach Halvar und Faxe und zeigt selten Angst. Allerdings leidet er unter seiner dominanten Frau Monika und prügelt sich häufig mit Snorre.
- Snorre ist ein etwas fauler und cholerischer Wikinger, der manchmal der Mannschaft auf die Nerven geht und sich dauernd mit Tjure streitet, aber auch sehr viel Vertrauen in Wickie hat.
- Der schreckliche Sven ist Halvars Hauptfeind und macht seinem Namen alle Ehre.
- Pokka ist der gerissene Gehilfe des schrecklichen Sven.
- Baltac ist der Häuptling von Flakes Nachbardorf Schlack. Anfangs sind er und Halvar verfeindet, später vertragen sie sich jedoch.
- Finn ist Baltacs Sohn. Er hilft Wickie, die Feindschaft ihrer Väter zu beenden.
- Olaf ist Baltacs gerissener Gehilfe.

## Vorlage und Umsetzung als Fernsehserie
Die literarische Vorlage für die Serie waren das 1963 entstandene Kinderbuch Wickie und die starken Männer und seine Nachfolgebände, verfasst vom schwedischen Schriftsteller Runer Jonsson, der dafür 1965 den Deutschen Jugendbuchpreis erhielt.
Initiator der Fernsehserie war Josef Göhlen, der damalige Leiter des Kinder- und Jugendprogramms des ZDF. Sein ursprüngliches Projekt, Wickie als 13-teilige Puppenspielserie zu realisieren, wurde nie umgesetzt. Um die Kosten für eine Zeichentrickserie möglichst gering zu halten, ging das ZDF zusammen mit dem ORF seine erste internationale Kooperation ein und beauftragte das japanische Zeichentrickstudio Zuiyo Enterprise mit einer Umsetzung der literarischen Originalfassung. Das Studio produzierte von 1972 bis 1974 eine Anime-Serie mit 78 Folgen à 23 Minuten sowie einen 85-minütigen gleichnamigen Spielfilm. Regie führten Chikao Katsui (Episoden 1–26), Hiroshi Saitō (Episoden 27–52; auch Regisseur der Zeichentrickserien Die Biene Maja und Pinocchio) und Kōzō Kusuba (ab Episode 53). Das Figurendesign stammte von Shūichi Seki.

### Synchronisation
Verantwortlich für die deutsche Synchronisation der Folgen war Eberhard Storeck, der selbst auch die Figur Snorre sprach.
| Rolle                 | Japanischer Sprecher (Seiyū) | Deutscher Sprecher                                                                                   |
| --------------------- | ---------------------------- | --- |
| Wickie                | Yōko Kuri                    | Florian Halm                                                                                         |
| Halvar                | Kōsei Tomita                 | Walter Reichelt                                                                                      |
| Ylva                  | Taeko Nakanishi              | Inge Schulz                                                                                          |
| Ylvi                  | Yoneko Matsukane             | Alexandra Ludwig (Folge 1–75) Christa Häussler (Folge 76–78)                                         |
| Gilby                 | Junko Hori                   | Horst Abraham                                                                                        |
| Tjure                 | Takashi Satomi               | Werner Abrolat                                                                                       |
| Snorre                | Junpei Takiguchi             | Eberhard Storeck                                                                                     |
| Urobe                 | Kōichi Kitamura              | Leo Bardischewski                                                                                    |
| Gorm                  | Shun Yashiro                 | Manfred Lichtenfeld                                                                                  |
| Ulme                  | Setsuo Wakui                 | Kurt Zips (Folge 1–36) Bruno W. Pantel (Folge 37–78)                                                 |
| Faxe                  | Toku Nishio                  | Gernot Duda                                                                                          |
| Der schreckliche Sven | Masayuki Katō Chikao Ōtsuka  | Kurt E. Ludwig (Folge 5,6 & 8) Wolfgang Hess (Folge 22, 27, 28 & 55) Achim Strietzel (Folge 76 & 77) |
| Pokka                 |                              | Hannes Gromball                                                                                      |
| Baltac                | Masashi Amenomori            | Herbert Weicker (Folge 34, 43, 44, 74 & 77) Dietrich Thoms (Folge 59)                                |
| Olaf                  |                              | Heini Göbel                                                                                          |
| Monika, Tjures Frau   |                              | Marianne Paar                                                                                        |
| Snorres Frau          |                              | Lorley Katz                                                                                          |
| Maria                 |                              | Christa Häussler                                                                                     |
| Erzähler              | Eiko Masuyama                | Manfred Seipold (Folge 1–26) Leon Rainer (Folge 27–78)                                               |

### Musik
Das japanische Titellied Vicke wa chiisana Viking (ビッケは小さなバイキング, Bikke wa chiisana baikingu, deutsch „Vicke der kleine Wikinger“) wurde von Yōko Kuri gesungen, der japanischen Synchronsprecherin (Seiyū) von Wickie. Der erste Abspann Chitchi no Uta (チッチの歌, dt. „Ylvis Lied“) wurde von Yoneko Matsukane gesungen, der zweite Abspann Flake-zoku no Uta (フラーケ族の歌, Furāke-zoku no Uta, dt. „Lied des Flake-Stammes“) von Theatre Echo und der 3. Abspann Chitcha na Vicke to ōki na Tō-san (ちっちゃなビッケと大きな父さん, dt. „Der kleine Vicke und der große Papa“) von Yōko Kuri. Alle Stücke wurden von Seiichirō Uno komponiert.
Die Musik in der deutschen Fassung wurde von Christian Bruhn (Titellied) und Karel Svoboda komponiert. Der Text des Titellieds (Hey, hey, Wickie! Hey, Wickie, hey!) stammt von Andrea Wagner. Gesungen wurde er von der Kölner Gruppe Stowaways, die später unter dem Namen Bläck Fööss bekannt wurde.

## Ausstrahlung
Auf Deutsch wurden die ersten 26 Folgen von Wickie und die starken Männer erstmals vom 31. Januar 1974 bis zum 8. August 1974 donnerstags um 17.10 Uhr im ZDF gezeigt, die weiteren 52 Episoden folgten vom 6. März 1975 bis zum 15. April 1976, ebenfalls donnerstags. Im ORF wurde die Serie ab dem 17. Februar 1974 ausgestrahlt. Damit war Wickie und die starken Männer nach Speed Racer die zweite jemals im deutschen Fernsehen gezeigte und zugleich die erste vollständig ausgestrahlte Anime-Serie.
In Japan wurde die Serie vom 3. April 1974 bis zum 24. September 1975 auf dem Fernsehsender Fuji TV ausgestrahlt. Weiterhin kam sie auch in Frankreich, Italien, Spanien, Großbritannien, den Niederlanden, Portugal, Polen, Südafrika und Taiwan ins Fernsehen.
In Deutschland war die Serie jahrzehntelang erfolgreich: Zwischen 1974 und 2010 wurden allein für die deutschen öffentlich-rechtlichen Sender neun Durchläufe aller 78 Folgen im Kinderkanal KiKA – mit regelmäßigen Marktanteilen von über 65 % – und zwölf Wiederaufführungen im ZDF gezählt.

## Episodenliste
Es folgt eine Aufzählung aller 78 Folgen der 3 Staffeln mit einer kurzen Inhaltsangabe.

### Staffel 1
| Nr. (ges.) | Nr. (St.) | Originaltitel               | Erstausstrahlung D |
| --- | --------- | --------------------------- | ------------------ |
| 1 | 1         | Der Wettlauf                |                    |
| Wickie gewinnt gegen Halvar bei einem Wettlauf und darf beim nächsten Mal mit auf das Wikingerschiff. |           |                             |                    |
| 2 | 2         | Die Falle                   |                    |
| Wickie muss sich doch auf das Schiff schmuggeln. Die Wikinger kommen in einen Sturm, welcher das Segel zerfetzt. Sie wollen ein neues in einem Ort mit einem Schloss rauben, fallen aber beim Angriff in ein Loch. |           |                             |                    |
| 3 | 3         | Die Flucht                  |                    |
| Mit der Säge eines mitgenommenen Sägefisches können sich die Wikinger aus dem Verlies befreien. Danach erklärt Wickie dem Häuptling, was eine Säge ist. Als Dank schenkt der Häuptling den Wikingern die Freiheit und Proviant. |           |                             |                    |
| 4 | 4         | Der hohle Zahn              |                    |
| Snorre hat auf dem Schiff Zahnweh. Mit einem Pfeil, der an den Zahn gebunden wird, wird dieser entfernt. |           |                             |                    |
| 5 | 5         | Der Schreckliche Sven       |                    |
| Der Schreckliche Sven verfolgt mit drei Schiffen das Schiff der Wikinger. Mit Brandpfeilen, die die angreifenden Schiffe in Brand setzen, können sich die Wikinger vor dem Angriff retten. |           |                             |                    |
| 6 | 6         | Übers Ohr gehauen           |                    |
| Reich beladen segeln die Wikinger heim. Doch sie müssen den Dänen für die Durchfahrt einen hohen Zoll zahlen. Also verstecken die Wikinger die Beute unter dem Schiff in einem Netz und gaukeln vor, vom Schrecklichen Sven überfallen worden zu sein. Der Plan gelingt. Als der Schreckliche Sven tatsächlich auftaucht und die Zöllner sieht, segelt er schnell wieder davon. |           |                             |                    |
| 7 | 7         | Die neunzehn Wölfe          |                    |
| Die Beute wird in Flake unter den Wikingern verteilt. Da auch Wickie einen Anteil bekommen sollte, setzt er ihn als Preis für den Sieger im Wettkampf im Wölfejagen aus. Es gewinnen Wickie und Gilby, die beide je 19 Wölfe gejagt haben. Wickie schenkt Gilby den Preis. Hauptsache, im Wald sind keine Wölfe mehr. |           |                             |                    |
| 8 | 8         | Der Überfall                |                    |
| Flake wird vom Schrecklichen Sven überfallen. Wickie lässt ihn und seine Vasallen mit Fleischbrühe beschießen und befreit die in der letzten Folge gefangenen Wölfe wieder. Diese Wölfe verjagen den Schrecklichen Sven. |           |                             |                    |
| 9 | 9         | Auf der Möweninsel          |                    |
| Die Kinder von Flake bauen ein Floß und fahren zur Möweninsel. Bei der Rückfahrt kentern sie wegen einer Seehund-Attacke und Wickie strandet wieder auf der Insel. Dort schließt er mit zwei Seehunden Freundschaft und lernt schwimmen. Letztendlich reitet er auf den Seehunden heim nach Flake. |           |                             |                    |
| 10 | 10        | Das Versprechen             |                    |
| Wickie verspricht Ylvi, sie zu einem Fest ins Nachbardorf Hoda zu bringen. Die Wikinger entführen Wickie aber aufs Schiff, weil sie auf Raubzug nach England gehen wollen und Wickie sich weigert. Als sie ein holländisches Schiff angreifen, erreicht Wickie, dass er mit den Holländern wieder zurück nach Flake darf und er sein Versprechen einlösen kann. |           |                             |                    |
| 11 | 11        | Die rotäugigen Riesen       |                    |
| Wickie findet Snorre ohnmächtig am Strand. Dieser berichtet, dass die Wikinger in England durch die Normannen in Gefangenschaft geraten sind und er als einziger fliehen konnte. Wickie lässt hölzerne Waffen herstellen und Gunnar, der Chef des Nachbardorfs, führt ihn und Snorre nach England. |           |                             |                    |
| 12 | 12        | Die Befreiung               |                    |
| Wickie und Snorre heuern bei den Normannen als Waffenputzer an. Dabei tauschen sie die echten Waffen gegen die hölzernen Waffen aus und befreien die Wikinger. Bei dem darauffolgenden Kampf gewinnen die Wikinger und verjagen die Normannen. Die Engländer bedanken sich mit Geschenken und die Wikinger segeln heim. |           |                             |                    |
| 13 | 13        | Wickie gewinnt einen Freund |                    |
| Auf dem Heimweg nach Flake suchen die Wikinger auf einer Insel Wasser. Dabei werden sie von Sverker und seinen Mannen angegriffen. Sverker hat angeblich ein unbesiegbares Zwergenschwert. Letztendlich verletzt er seinen Kopf an einem Felsen und hat plötzlich wieder wie vorher ein sanftes Gemüt. |           |                             |                    |
| 14 | 14        | Sturm auf die Festung       |                    |
| Die Wikinger sind unzufrieden mit den Geschenken aus England. Sie greifen eine fränkische Burg an und werden gefangen genommen. Wickie und ein paar Wikinger konnten fliehen. Wickie heuert beim König als Küchenjunge an. Inzwischen wird das Burgverlies mit den Wikingern geflutet. |           |                             |                    |
| 15 | 15        | Nochmal davongekommen       |                    |
| Als Wickie erfährt, dass eine Gruppe von Spaßmachern einen Auftritt vor dem König hat, sperrt er die Gruppe in einem Lagerraum ein und verkleidet sich und die aus dem Burgverlies befreiten Wikinger als Hofnarren. Nach einer Aufführung können die Wikinger in Hofnarrenkostümen aus der Burg fliehen. |           |                             |                    |
| 16 | 16        | Die Wasserleitung           |                    |
| Die Steuereintreiber kommen nach Flake und die Wikinger müssen beinahe ihr gesamtes Hab und Gut abgeben. Wickie lässt eine Wasserleitung bauen und schwemmt die Steuereintreiber aus dem Dorf. Dabei ringen sie dem Chef das Versprechen ab, nie wieder zu kommen. |           |                             |                    |
| 17 | 17        | Freiwillige Feuerwehr       |                    |
| Im Wald bei Flake ist ein großer Brand ausgebrochen. Mit den Wasserleitungen, die in der vorigen Folge gebaut wurden, können die Wikinger den Brand löschen. |           |                             |                    |
| 18 | 18        | Die Brieftaube              |                    |
| Wickie dressiert eine Taube. Sie ist bei einem Wettbewerb schneller in Flake als Tjure. Als Gilby und Ylvi mit der Taube auf eine kleine Insel fahren und in Seenot gelangen, rettet die Taube die Kinder. Jetzt ist auch Halvar von der Sinnhaftigkeit einer Brieftaube überzeugt. |           |                             |                    |
| 19 | 19        | Das fliegende Schiff        |                    |
| Die Wikinger schicken eine Brieftaube heim nach Flake. Sie sind im Reich der Magyaren festgehalten worden. Wickie reitet auf zwei Seehunden nach und lässt aus Tierfellen Riesendrachen bauen, die das Schiff in die Luft heben und über die Köpfe der Magyaren davontragen. |           |                             |                    |
| 20 | 20        | Der dicke König             |                    |
| Die Wikinger werden im Land der Bulgaren von einem dicken König gefangen genommen (außer ihm darf niemand in seinem Land Fleisch essen, sonst wird er hingerichtet). Wickie soll als erster mit einer Guillotine geköpft werden. Durch einen Trick, dass er dem König Rehfleisch besorgen wolle, erreicht Wickie, dass alle bis auf Halvar freikommen. Sie verkleiden sich als Äthiopier und kochen für den verfressenen König ein äußerst scharf gewürztes Mahl. Als alle Soldaten mit der Schärfe zu kämpfen haben, können sie Halvar befreien und flüchten. Zudem zwingt Halvar den König, seinen Untertanen zukünftig auch Fleisch abzugeben, sonst solle er auch keines mehr bekommen. |           |                             |                    |
| 21 | 21        | Das böse Weib               |                    |
| Auf dem Heimweg nach Flake bringt ein starker Gegenwind das Schiff zum Stillstand. Es stellt sich heraus, dass die Magyaren eine Windmaschine gebaut haben. Wickie und Snorre gelingt es, Nies- und Juckpulver in die Blasebälge zu schütten. Als sich die Magyaren kratzen und niesen, können die Wikinger weiterfahren. |           |                             |                    |
| 22 | 22        | Die Schatztruhe             |                    |
| Die Wikinger erkennen bei der Ankunft in Flake, dass der Schreckliche Sven das Dorf in seine Gewalt gebracht hat. Er nimmt alle Frauen und Kinder als Geisel. Halvar will seine Schatztruhe retten und flüchtet in eine Schlucht. Dort kann Wickie den Schrecklichen Sven mit einem Stein-Bombardement in die Flucht schlagen. |           |                             |                    |
| 23 | 23        | Die Rache der Sägefische    |                    |
| Tjure entdeckt am Ufer von Flake die Säge eines Sägefisches. Die Sägefische wollen, dass er diese Säge dem rechtmäßigen Besitzer, einem Fisch, wieder zurückgibt. Sie versenken zwei Wikingerschiffe. Danach bekommen sie die Säge wieder zurück und Wickie befestigt sie am Fisch. |           |                             |                    |
| 24 | 24        | Faxe hat eine Braut         |                    |
| Faxe muss, um die hübsche Tochter Tilda des Chefs des Nachbarorts von Flake zu erobern, ein Schmuckstück aus dem Meer tauchen. Er schafft es mit einer Unterwasser-Konstruktion von Wickie. Danach muss er wieder viel essen. |           |                             |                    |
| 25 | 25        | Das Geisterschiff           |                    |
| Faxe entdeckt am Strand von Flake ein Geisterschiff mit Skeletten. Wickie entdeckt auf dem Schiff eine Schatzkarte. |           |                             |                    |
| 26 | 26        | Der Eskimoschatz            |                    |
| Die Wikinger fahren nach Grönland und suchen den Schatz. Dort treffen sie Eskimos. Leider wird der Schatz beim Versuch, ihn zu bergen, im Eis für immer eingeschlossen. Sie müssen ohne Ladung wieder heim. |           |                             |                    |

### Staffel 2
| Nr. (ges.) | Nr. (St.) | Originaltitel               | Erstausstrahlung D |
| --- | --------- | --------------------------- | ------------------ |
| 27 | 1         | Der kleine Wal              |                    |
| Auf dem Heimweg nach Flake retten die Wikinger ein in einer Bucht eingeschlossenes Walbaby. Später hilft die Walmutter den Wikingern bei einem Angriff des Schrecklichen Sven. |           |                             |                    |
| 28 | 2         | Immer Ärger mit den Möwen   |                    |
| Wickie rettet eine Möwe, die danach immer auf Halvars Helm landet (zu dessen Leidwesen) und ihm Muscheln vor die Füße wirft. Halvar und Wickie bringen die Möwe auf die Möweninsel, dort lauert ihnen jedoch der Schreckliche Sven auf. Svens Crew wird danach von vielen Möwen mit Steinen beworfen und Wickie und Halvar können heim. |           |                             |                    |
| 29 | 3         | Abenteuer in Griechenland   |                    |
| Nachdem die Wikinger ein griechisches Schiff überfallen wollten, laden die Griechen sie ein, mit nach Griechenland zu kommen, um dort noch mehr Schätze zu erhalten. Dort müssen sie durch einen Irrgarten, um zum Schatz zu kommen. Wickie findet den Schatz am Ende des Irrgartens und danach wieder raus. Leider landen die Wikinger am Ende im Burggraben. |           |                             |                    |
| 30 | 4         | Die Olympiade der Wikinger  |                    |
| Wer von fünf Wettbewerben drei gewinnt, darf den Schatz der vorigen Folge behalten. Die Wikinger gewinnen und fahren mit dem Schatz heim. |           |                             |                    |
| 31 | 5         | Eine böse Überraschung      |                    |
| Als die Wikinger nach Flake heimkommen (Wickie hat einen Alkoholrausch), müssen sie feststellen, dass die Dänen den Ort überfallen und ihre Frauen mitgenommen haben. Das Lösegeld ist die Beute der letzten Reise. Sie fahren nach Dänemark und werden im Schloss gefangen genommen. |           |                             |                    |
| 32 | 6         | Flucht aus dem Schloss      |                    |
| Der Dänenkönig will die Frauen wegen ihrer Kochkünste nicht mehr hergeben. Wickie und die Frauen nähen eine lange Röhre aus Stoff und können dadurch aus dem Turmverlies direkt auf das Schiff flüchten und heimsegeln. |           |                             |                    |
| 33 | 7         | Ein gewisser Herr Lumperich |                    |
| Ein Taschenspieler kommt nach Flake und kann mit einem Spiel jedem Wikinger mehrere Goldmünzen abluchsen (es handelt sich um die Misère-Variante des Nim-Spiels). Wickie kommt dem Grundgedanken des Spiels auf die Spur und kann dem Herrn Lumperich die Goldmünzen wieder abnehmen. |           |                             |                    |
| 34 | 8         | Der sprechende Stein        |                    |
| Die Bewohner von Flake und des Nachbarorts Schlack tragen einmal im Jahr einen Kampf an einem bestimmten Stein aus. Die Gewinner feiern dort danach ein großes Fest. Wickie und der Sohn des Chefs des Nachbarorts werden in einer Höhle verschüttet und können durch zwei Löcher des Steins die Bewohner beider Dörfer dazu bewegen, in Zukunft friedlich ohne vorherigen Kampf am Stein zu feiern. |           |                             |                    |
| 35 | 9         | Wickie geht in die Luft     |                    |
| Die Wikinger wollen nach Russland. Auf dem Weg dorthin gelangen sie in ein Unwetter, bei dem Wickie mit dem Schiffssegel und dem Schiffsmast in die Luft geweht wird. Er segelt auf eine kleine Insel, wo er von seinen beiden Seehund-Freunden gefunden wird. |           |                             |                    |
| 36 | 10        | Das Wiedersehen             |                    |
| Wickie reitet auf den Seehunden mehrere Tage durch das offene Meer, bis er Land entdeckt. Er findet auch die dort gestrandeten Wikinger wieder. |           |                             |                    |
| 37 | 11        | Bei Häuptling Humbelkappa   |                    |
| Die Wikinger erkennen, dass sie auf einem neuen Kontinent (nämlich Amerika) sind. Sie lernen Indianer kennen, welche den Wikingern sofort Willkommensgeschenke machen. Die Indianer verwenden Pfeil und Bogen nicht zum Jagen oder Töten, sondern um kleine, daran festgebundene Geschenke zu verteilen. |           |                             |                    |
| 38 | 12        | Das Gastgeschenk            |                    |
| Die Indianer zeigen den Wikingern ihre Errungenschaften, darunter sind eine Dampf-Fernheizung (!) und Lampen mit Kerzen aus Murmeltierfett. Als Dank für die Gastfreundschaft bauen die Wikinger den Indianern eine Wasserleitung. |           |                             |                    |
| 39 | 13        | Der Überfall aufs Winkadorf |                    |
| Der eitle Wikinger Snoppe will die Winka-Indianer überfallen. Halvar will es verhindern und wird gefangen genommen. Wickie, Faxe und Snorre können ihn wieder befreien. Snoppe ist deswegen wütend. |           |                             |                    |
| 40 | 14        | Snoppe muss Haare lassen    |                    |
| Snoppe will die Wikinger und die Winka-Indianer angreifen. Beim Angriff wird Snoppe mit heißem Dampf der Indianer-Dampf-Fernheizung besprüht, und es stellt sich heraus, dass Snoppe rothaarig ist und seine Locken unecht sind. Er läuft davon, seine Mannschaft schließt Frieden mit den Wikingern und den Indianern. |           |                             |                    |
| 41 | 15        | Abschied von den Winkas     |                    |
| Snoppe darf mit seiner Ex-Mannschaft heim fahren. Die Wikinger bauen ein neues Schiff und fahren auch heim nach Flake, reich beschenkt von den Winka-Indianern. |           |                             |                    |
| 42 | 16        | Der Zirkus kommt            |                    |
| Ein Steuereintreiber will den Wikingern aus Flake hohe Steuern abknöpfen. Mit Hilfe eines Hütchenspielers können sie dem Beamten das Geld wieder abnehmen und ringen ihm das Versprechen ab, nie wieder nach Flake zu kommen, um Steuern einzutreiben. |           |                             |                    |
| 43 | 17        | Halvar gewinnt einen Krieg  |                    |
| Halvar und der Häuptling Baltac vom Nachbardorf Schlack wollen Oberhäuptling werden. Dafür müssen sie jeweils eine große Strohpuppe im Nachbardorf anzünden. Baltac scheitert, Halvar kann mit Wickies Hilfe mittels Sonnenstrahlen die Puppe in Schlack in Brand setzen. Halvar wird Oberhäuptling. |           |                             |                    |
| 44 | 18        | Die Schatzgräber            |                    |
| Weil die (männlichen) Wikinger zu faul sind, den Acker umzugraben, verstecken die Wikinger-Frauen ein paar Goldmünzen im Acker und täuschen einen vergrabenen Schatz vor. Einen halben Tag später haben die Wikinger den Acker umgegraben und die Frauen können aussäen. |           |                             |                    |
| 45 | 19        | Der Bote aus Bulgarien      |                    |
| Die Wikinger fahren nach Bulgarien, weil sie ein Bote von dort in Flake besucht hat. Sie sollen die Bulgaren vor den Graumännern befreien. Dies gelingt den Wikingern, indem sie warmes Wasser von den Burgzinnen auf die angreifenden, aber wasserscheuen Graumänner schütten. |           |                             |                    |
| 46 | 20        | Bullermann hat einen Plan   |                    |
| Die Graumänner graben einen Tunnel unter die Burg der Bulgaren und wollen sie stürmen. Wickie lässt einen Gegenstollen graben, der im richtigen Moment geflutet wird, damit die Graumänner wieder flüchten müssen. |           |                             |                    |
| 47 | 21        | Bullermann gibt nicht auf   |                    |
| Diesmal wollen die Graumänner die Burgmauer des Bulgarenkönigs mittels riesiger Stelzen überwinden. Allerdings sorgt Wickie dafür, dass sie auf Kokosnussbrühe ausrutschen und wieder das Weite suchen müssen. |           |                             |                    |
| 48 | 22        | Reingefallen, Bullermann    |                    |
| Nun bauen die Graumänner einen gigantischen Eichen-Rammbock, den sie mittels einer Rutschbahn in Richtung der Burgmauer der Bulgaren rollen lassen. Wickie lässt als Gegenmaßnahme eine zweite Mauer direkt hinter der Burgmauer errichten, sodass die durch das Loch eindringenden Graumänner das Innere der Burg wieder nicht erreichen können. |           |                             |                    |
| 49 | 23        | Bullermanns Geschenk        |                    |
| Die Graumänner bauen ein Trojanisches Pferd. Wickie durchschaut den Trick und lässt ein Netz um das Pferd spannen. Dadurch werden die darin versteckten Graumänner gefangen. Ihr Chef Bullermann reißt sich vor lauter Ärger die Bartzöpfe ab und will wieder als Friseur arbeiten (Halvar stellt sich dabei ohne Bart vor (!)). Die Wikinger können wieder heimfahren. |           |                             |                    |
| 50 | 24        | Im Eis gefangen             |                    |
| Die Wikinger stecken mit ihrem Schiff im arktischen Meer fest. Ein Eskimo baut ihnen ein Iglu, Wickie findet Rentiere. Diese Rentiere ziehen das Schiff wieder ins freie Meer. |           |                             |                    |
| 51 | 25        | Wickie und die Windmühle    |                    |
| Die Mannschaft eines holländischen Schiffes lockt die Wikinger in einen Hinterhalt und zwingt sie, Meerwasser aus dem unter dem Meeresspiegel liegenden Wohngebiet zu schöpfen. Nach mehreren Ausbruchsversuchen fällt Wickie ein, dass man Windmühlen bauen könnte, die das Wasser mittels Windenergie zurück ins Meer pumpen. Der holländische König lässt die Wikinger wieder frei und sie fahren nachhause. |           |                             |                    |
| 52 | 26        | Auf der Dracheninsel        |                    |
| Aufgrund der Information eines fliegenden Händlers in Flake segeln die Wikinger in den Süden zu einer Insel, auf der es Diamanten geben soll. Dort angekommen stellt sich heraus, dass es eine Vulkaninsel ist. Sie entdecken einen Drachen (!), der zwei Junge hat. Mit diesen drei Drachen flüchten sie vor der untergehenden Insel, indem sie auf ihren Schildern auf den Tsunamiwellen surfen. Die Drachen sitzen auf dem Schiff. Die Welle treibt sie auf eine Südseeinsel, auf der die Drachen bleiben. Die Wikinger segeln heim. |           |                             |                    |

### Staffel 3
| Nr. (ges.) | Nr. (St.) | Originaltitel                     | Erstausstrahlung D |
| --- | --------- | --------------------------------- | ------------------ |
| 53 | 1         | Halvars Kampf mit dem Bären       |                    |
| Mit Wickies Hilfe fängt Halvar einen Bären, der in Flake die Kuh von Snorre gerissen hat. Sie lassen ihn an einer anderen Stelle wieder frei. |           |                                   |                    |
| 54 | 2         | Vater Halvar hat Mumps            |                    |
| Halvar steckt sich bei Wickie mit Mumps an. Weil er vorher Wickie aufgefordert hat, nicht so leidend zu sein, versucht Halvar, sich selbst zu heilen, damit es niemand merkt. Er isst Unmengen von Kräutern, die gegen Mumps helfen. Am nächsten Tag ist er zwar vom Mumps geheilt, hat aber starkes Bauchweh wegen der Kräuter, die er zu viel gegessen hat. |           |                                   |                    |
| 55 | 3         | Wer anderen eine Grube gräbt      |                    |
| Der Schreckliche Sven leint das Wikingerschiff in Flake los, welches daraufhin auf das offene Meer treibt. Die Wikinger wollen alle mit einem Boot hinterher, doch der alte Urobe durchschaut den Plan. Also rudert nur Urobe dem Schiff hinterher, die restlichen Wikinger bleiben. Als der Schreckliche Sven das vermeintlich leerstehende Dorf angreift, leinen die Wikinger sein Schiff los, sodass die Vasallen vom Schrecklichen Sven seinem Schiff hinterher schwimmen müssen. |           |                                   |                    |
| 56 | 4         | Wickie und das Pferd              |                    |
| Halvar kauft ein junges unberittenes Pferd, das er Wickie schenkt. Wickie tauft es Lolo und schafft es, das Vertrauen des Pferdes zu gewinnen. Bei einem Ausritt treffen sie die Mutter von Lolo, die soeben von Pferdehändlern gejagt wird. Wickie kann die Spuren des Pferdes verwischen und das Mutterpferd behält ihre Freiheit. Lolo läuft mit seiner Mutter mit, Wickie verabschiedet sich. |           |                                   |                    |
| 57 | 5         | Ylvie auf der Vogelinsel          |                    |
| Wickie und Ylvie stranden mit dem Boot wegen eines Sturms auf einer fremden Insel. Dort werden sie von kleinen roten Vögeln angegriffen, die von einem Mädchen mit dem Namen Maria befehligt werden. Als Wickie den Todfeind der Vögel, einen Adler, in die Flucht schlägt, schließen sie Freundschaft mit Maria. Wickie und Ylvie fliegen in einem Korb, der von drei Flamingos (!) getragen wird, wieder heim. |           |                                   |                    |
| 58 | 6         | Wickie und der Wolf               |                    |
| Wickie angelt, wird aber von einem Wolf überrascht. Wickie flüchtet auf einen Baum. Halvar sieht ihn, hilft aber nicht. Also muss Wickie die Sache selbst in die Hand nehmen. Er schafft es, dem Wolf ein Holzglöckchen umzubinden, sodass er immer weiß, wo sich der Wolf befindet. Mit diesem Wissensvorteil kann Wickie dem Wolf übel mitspielen. Letztendlich verabschiedet sich Wickie vom Wolf, der aggressiv, aber geschlagen von dannen zieht. |           |                                   |                    |
| 59 | 7         | Baltac sitzt in der Klemme        |                    |
| Der Zwerg Olaf aus dem Nachbardorf kommt nach Flake und bittet um Hilfe, weil sein Chef Baltac mit seinen Männern in Not ist. Die Wikinger fahren mit ihrem Schiff durch einen Fjord, bauen ein Gefährt, mit dem sie das Schiff über das Land transportieren können und erkennen, als sie ankommen, dass Baltac mit seinen Männern gerade drauf und dran sind, vom König von Thor bei lebendigem Leibe verbrannt zu werden. Die Wikinger rollen mit ihrem Schiff vom Berg herab durch die feindlichen Angreifer und nehmen Baltac mit seinen Männern mit. Sie fahren übers Meer davon. Baltac ist befreit. |           |                                   |                    |
| 60 | 8         | Die Fahrt nach Tarlis             |                    |
| Die Wikinger sind auf einem Markt in Tarlis. Eine kleine, vor ihren Aufpassern davon laufende Prinzessin flüchtet mit Wickie auf das Wikingerschiff und fährt mitsamt den Wikingern los. Sie will das Meer sehen. Wickie lässt ein U-Boot bauen, sodass die Prinzessin die Fische sehen kann. Der König schickt Schiffe los, um die Prinzessin zu befreien. Als die Wikinger mit den königlichen Wachen kämpfen taucht das U-Boot wieder auf und das Missverständnis löst sich auf. Die Wikinger haben neue Freunde gefunden. |           |                                   |                    |
| 61 | 9         | Die zwei Kampfhähne               |                    |
| Die Wikinger fahren mit ihrem Schiff einen Fluss hinauf, um mit einem Stamm Handel zu treiben. Dabei geraten sie zwischen die Fronten von zwei kriegsführenden Völkern. Sie kämpfen um eine mitten im Fluss liegende kleine Insel. Die Wikinger kommen nicht durch und beenden den Krieg, indem sie die Waffen stehlen und zerstören lassen. Letztendlich wird auf der Insel ein Pfeiler für eine Brücke gebaut, die beide Völker verbindet. |           |                                   |                    |
| 62 | 10        | Hilfe für die Geister             |                    |
| Die Wikinger erreichen eine Insel und wollen das darauf befindliche Schloss plündern. Sie bemerken, dass es unbewohnt ist und in der Nacht spukt es sogar. Da aber die Geister Lebensmittel stehlen, werden die Wikinger misstrauisch und in der nächsten Nacht fangen sie einen Geist, der sich als kleiner Junge entpuppt. Die Einheimischen werden regelmäßig von Piraten geplündert, weil ein Wirt auf der Nachbarinsel davon erzählt, dass auf ihrer Insel viele Schätze zu holen sind. Deswegen versuchen sie die Plünderer mit Geistern zu vertreiben. Die Wikinger fahren zu diesem Wirt und flunkern vor, auf der Insel Geister gesehen zu haben. Der Wirt und die zuhörenden Piraten bekommen es mit der Angst zu tun und rennen davon. Auf der Heimfahrt dämmert es den Wikingern, dass jetzt alle denken könnten, die Wikinger seien feige.                                                |           |                                   |                    |
| 63 | 11        | Wir sind wirkliche Wikinger       |                    |
| Die Wikinger entdecken eine Insel mit einem schönen Schloss darauf. Als sie das Schloss stürmen wollen, werden sie von Frauen freudig empfangen, die die Wikinger vor die Königin und den Prinzen führen, die soeben einen Maskenball feiern. Die Wikinger bekommen den ersten Preis, weil ihnen die Königin nicht glaubt, dass sie echte Wikinger sind. In der Zwischenzeit plant der Cousin der Königin einen Putsch: er will den Prinzen entführen und in den Turm werfen, die Wikinger mit Wein betäuben und ihnen die Entführung in die Schuhe schieben. Es gelingt ihm auch fast, aber Wickie hat den Plan mitgehört und kann den Prinzen aus dem Turm befreien und die Wikinger wieder aufwecken. Diese kämpfen mit den Vasallen des Cousins und besiegen diese. Bei der Abreise ringen sie dem Cousin das Versprechen ab, nie mehr einen Umsturz zu planen.                                    |           |                                   |                    |
| 64 | 12        | Die Voraussagung                  |                    |
| Vor der Abfahrt aus Flake warnt Snorre vor einem großen Unglück, das diesmal passieren wird. Er hatte nämlich einen Traum. Tatsächlich geraten die Wikinger in einen schlimmen Sturm, den sie aber mühelos bewältigen. Danach entdecken sie ein großes Wrack, auf dem sich ein Schatz befindet. Als die Wikinger den Schatz bergen wollen, beginnt das Wrack zu sinken, sie können nur noch eine Truhe bergen. Auf der Truhe prangt eine Aufschrift, dass es sich um die Büchse der Pandora handelt. Es stellt sich aber heraus, dass sich nur ein kleiner Junge, Philipp, darin befindet, der seine Ruhe haben wollte. Die Wikinger bringen ihn nachhause. Snorre wird geknebelt, damit er nicht mehr schwarzsehen kann. |           |                                   |                    |
| 65 | 13        | Das goldene Schwert               |                    |
| Als Wickie von einer Klippe mit selbstgebastelten Flügeln abspringen will um zu fliegen, entdeckt er am Strand einen Schiffbrüchigen: ein Prinz aus Aoloson. Dieser sucht ein goldenes Schwert, das in einem Turm auf einer Insel vor Island steckt. Der Besitzer dieses Schwerts wird König von Aoloson. Die Wikinger fahren ohne Wickie zu dieser Insel, können den Turm aber nicht besteigen, weil er massiv, also ohne Eingang ist. In der Zwischenzeit teilt der Prinz, der wegen seiner Schwäche in Flake geblieben ist und ohnmächtig war, mit, dass der Turm bei Entfernung des Schwerts zusammenbricht. Wickie fährt mit seinen beiden Seehunden mit den Wasserschi zur Insel nach, um die Wikinger zu warnen. Dort angekommen erreicht er mittels Parasailing die Spitze des Turms, zieht das Schwert heraus und fliegt heim nach Flake. Die Wikinger rudern ihm jubelnd nach.               |           |                                   |                    |
| 66 | 14        | Wickies Sieg                      |                    |
| Die Wikinger wollen in einer russischen Stadt Felle verkaufen. Der König der Stadt, Tonkel, verbietet aber den Verkauf, es sei denn, einer der Wikinger besiegt ihn im Schach. Er ernennt außerdem Ulme zum Hofdichter. Wickie spielt gegen den König und kann ihn besiegen (unter anderem, indem er zwei Figuren auf einmal schlägt (!)). Damit König Tonkel nicht wütend wird, besänftigt ihn Ulme mit einem Lobgedicht. Die Wikinger verkaufen ihre Felle und werden vom König verabschiedet, auf dass sie nächstes Jahr wiederkommen sollten. |           |                                   |                    |
| 67 | 15        | Reise mit Hindernissen            |                    |
| Um von den Raubzügen nach Flake heimzusegeln müssen die Wikinger an einer schmalen Stelle zwischen zwei Fluss-Systemen immer eine Landüberquerung mit dem Schiff machen. Dazu benötigen sie viele Baumstämme. Diesmal will der Chef des dort lebenden Stammes aber für jeden Baumstamm Teile der Beute haben. Weil die Wikinger nicht zahlen wollen, graben sie einen Kanal zwischen den beiden Flüssen. Um das Schleusentor zu bauen, müssen sie aber erst recht ihre gesamte Beute gegen Baumstämme eintauschen. Als die Wikinger dem Stammes-Chef mitteilen, dass sie selbst in Zukunft für die Kanalbenützung (die wesentlich einfacher zu handhaben ist als die Überquerung mittels Baumstämmen) ein oder zwei Goldstücke verlangen wollen (und damit reich werden), kauft ihnen der Stammes-Chef den Kanal mit der Wikingerbeute ab. Die Wikinger haben ihre Beute wieder und können heimfahren. |           |                                   |                    |
| 68 | 16        | Der Kampf von Tjure und Snorre    |                    |
| Tjure und Snorre streiten so sehr miteinander, dass sie den Konflikt mit dem Schwert austragen wollen. Wickie hat die Idee, dass derjenige sich beim anderen entschuldigen muss, der bei einem mehrstündigen Wettgehen zur hohen Klippe und zurück verliert. Unterwegs fällt Tjure in einen reißenden Fluss, Snorre rettet ihn mit einem Baumstamm. Weil Tjure seine Wegzehrung verloren hat, gibt ihm Snorre von seinem Brot ab. Auf dem Rückweg fallen beide wegen eines Felssturzes in eine Schlucht. Snorre bricht sich das Bein, Tjure stützt ihn und sie gehen gemeinsam zurück nach Flake und sind wieder beste Freunde. |           |                                   |                    |
| 69 | 17        | Wer wird der nächste Häuptling?   |                    |
| Die Wikinger streiten sich, wer nach Halvars Tod nächster Chef wird. Halvar schlägt vor, dass jeder einen Tag zur Probe Chef sein darf. Die Aufgabe ist, vier Krähen vom Feld zu vertreiben. Nachdem Tjure und Snorre an dieser Aufgabe scheitern, schlagen die Wikinger vor, dass Halvar selber die Krähen verscheucht. Halvar holt sich Hilfe bei Wickie, der mit ihm ein Netz am Feld aufspannt. Tatsächlich verfängt sich eine Krähe im Netz. Wickie besteht darauf, die Krähe wieder freizulassen. Die dankbaren Krähen kommen nie wieder. |           |                                   |                    |
| 70 | 18        | Der Märchenerzähler               | 12. Feb. 1976      |
| Ein Märchenerzähler kommt nach Flake und erzählt den Kindern den ersten Teil einer traurigen Geschichte. Danach verkauft er ihnen diesen Teil der Geschichte als Zeichnung. Halvar, der geheim mitgehört hat, geht diese Geschichte sehr nahe und muss heulen. Weil er wissen will, wie sie weitergeht, läuft er am nächsten Tag ins Nachbardorf Schlack. Tjure und Snorre sehen ihn, wie er derselben Geschichte hinter einem Baum lauscht und wieder heult (die Geschichte wurde nicht fortgesetzt, sondern lediglich wiederholt). Halvar geniert sich und läuft davon. Am nächsten Tag lachen ihn die Wikinger aus, doch Halvar verprügelt sie und hat somit seinen Respekt bei ihnen wiedererlangt. |           |                                   |                    |
| 71 | 19        | Der heimliche Schatz              | 15. Apr. 1976      |
| Als die Wikinger von einer Beutefahrt nach Flake heimkommen, gibt Halvar seiner Frau Ylva die erbeuteten Goldmünzen. Er behält aber heimlich selber ein paar, weil er sich mit diesen Münzen ein Schwert kaufen will. In der Nacht versteckt er seinen Goldbeutel im Wald und schreibt eine Schatzkarte, die er in einem Baum versteckt. Ylva beobachtet ihn dabei. Schon am nächsten Tag findet Snorre die Schatzkarte im Baum und versucht mit Wickie den Schatz zu heben. Halvar folgt ihnen und outet sich als Verstecker des Schatzes. Letztendlich finden sie aber nichts, weil Ylva den Schatz noch in der Nacht wieder ausgegraben hat. Sie will damit andere Sachen kaufen. Wickie verspricht Halvar, ihm beim nächsten Mal beim Verstecken zu helfen. |           |                                   |                    |
| 72 | 20        | Der Käsekrieg                     | 26. Feb. 1976      |
| Alle vier Jahre ist im zwei Tagesreisen von Flake entfernten Wikingerdorf Borbon ein großer Markt. Die Wikingermänner wollen mit dem angesparten Gold eine Galionsfigur für das Schiff kaufen. Die Frauen und Wickie wollen aber zehn Kühe für die zukünftige Butter- und Milchproduktion. In der Nacht stehlen die Frauen das Gold und legen mit Wickie mit dem Schiff ab. Am nächsten Morgen rudern die Männer in zwei kleinen Booten wütend hinterher. Die Frauen können die Männer aber nach einer langen Verfolgungsjagd abhängen und schaffen es, die zehn Kühe zu kaufen. Auf der Heimreise werden die Männer besänftigt, indem sie Milch trinken dürfen und merken, wie gut es schmeckt. |           |                                   |                    |
| 73 | 21        | Gestrandet                        | 4. März 1976       |
| Nachdem die Wikinger Afrika umrundet haben (!), kommen sie, voll mit Schätzen beladen, in einen Strudel und stranden auf einer Insel. Auf dieser Insel lebt Meister Robin schon seit über 15 Jahre und weiß, wie man diese Insel wieder verlassen kann, ohne wieder in den Strudel zu kommen. Allerdings müssen die Wikinger ihre Ladung auf der Insel lassen. Zuerst weigern sie sich und scheitern mehrmals bei der Flucht. Danach resignieren sie und Robin erklärt Wickie die Kunst der Navigation. Wickie schafft es tatsächlich, das Schiff aus dem Strudel zu navigieren. Die Wikinger werden ohne Beute Flake erreichen. |           |                                   |                    |
| 74 | 22        | Eine Wette fällt ins Wasser       | 11. März 1976      |
| Die Wikinger haben plötzlich kein Wasser mehr im Fluss. Halvar und Wickie stellen fest, dass der Häuptling Baltac vom Nachbardorf Schlack ihnen weiter oben das Wasser abgeleitet hat. Die beiden Häuptlinge einigen sich darauf, dass demjenigen mit dem höheren Hausberg das gesamte Wasser gehört. Nach vergeblichen Versuchen, den eigenen Berg höher zu machen, kann Wickie mit frisch gebauten Wasserrohren zeigen, dass beide Berge gleich hoch sind, weil das Wasser nicht von einem Berggipfel zum anderen fließt, sondern sich gleichmäßig auf beide verteilt, wenn man von noch höher oben Wasser auf beide Berge hinabrinnen lässt. In Zukunft teilen die beiden Dörfer wieder das Wasser. |           |                                   |                    |
| 75 | 23        | Tjures Frau spielt nicht mehr mit | 18. März 1976      |
| Tjures Frau Monika hat Tjure rausgeworfen. Damit er wieder was zu essen bekommt, lädt er alle Wikinger zu einem Festmahl bei sich ein, leider will Monika nicht kochen, sie jagt alle hinaus. Snorre hat die Idee, Monika in der Nacht eine riesige Puppe erscheinen zu lassen, die ihr droht und die danach von Tjure verhaut werden soll. Der Plan geht auf, Monika fürchtet sich und Tjure verscheucht die Puppe, die sich als Gott der Erde ausgibt. Am nächsten Tag sitzen Tjure und Monika am Ufer und schauen den Sonnenuntergang an. Wenig später flüchtet Tjure aber wieder vor Monika. Halvar und Wickie lachen. |           |                                   |                    |
| 76 | 24        | Urobes Nichte                     | 25. März 1976      |
| Urobes hübsche Nichte Lora ist zu Besuch in Flake. Alle Wikinger sind verliebt in sie, besonders Faxe. Der Schreckliche Sven entführt sie, im Glauben, sie sei eine Prinzessin und verlangt zwei Kisten Gold als Lösegeld. Wickie hat den Einfall, mit Faxe in einem Heißluftballon in Svens Festung zu landen und Lora zu befreien, während die anderen Wikinger die Lösegeldübergabe vortäuschen und Svens Männer dadurch ablenken. Der Plan gelingt, Wickie und Faxe können Lora befreien. Lora fliegt mit Wickie gleich zurück in ihr Heimatdorf Rundu, während die Wikinger, vor allem Faxe, ihr hinterhertrauern. |           |                                   |                    |
| 77 | 25        | Das Fest in Hanka                 | 1. Apr. 1976       |
| Die Wikinger verschönern ihr Schiff, weil sie auf dem nur alle 5 Jahre stattfindenden Fest in Hanka in Norwegen den ersten Preis für das schönste Schiff bekommen wollen. Allerdings provoziert der Schreckliche Sven die Wikinger, die sich auf einen Kampf mit ihm auf offener See einlassen. Bei der Gelegenheit wird das Schiff beinahe zerstört. Damit die Wikinger von Flake aber weiterhin Chancen auf den ersten Preis haben, bauen sie mit Leder und Baumharz ein großes Schlauchboot. Dieses Boot wird vom Schrecklichen Sven in einem unbeobachteten Moment gestohlen. Die Wikinger rudern hinterher und schießen Löcher in das Schlauchboot, damit es untergeht. Die Mannschaft vom Schrecklichen Sven schwimmt davon. Die Wikinger stopfen die Löcher und schmücken ihr Schlauchboot und fahren mit den Frauen nach Hanka.                                                                |           |                                   |                    |
| 78 | 26        | Gold aus Dänemark                 | 8. Apr. 1976       |
| Die Wikinger kommen von einer schweren Schlacht heim nach Flake. Wenig später taucht ein Bote vom König von Dänemark auf und will, dass die Wikinger im Krieg gegen die Schweden mitkämpfen. Halvar weigert sich, versteckt sogar die Waffen, damit seine kriegsversehrten Kameraden sich wieder regenerieren können. Wegen des heftigen Drucks seiner Männer gibt er die Waffen aber doch zurück und die Wikinger fahren mit Wickie mit dem Schiff davon, in den Krieg. |           |                                   |                    |

## Weitere Adaptionen (chronologisch)

### Hörspiel
| Rolle              | Sprecher           |
| ------------------ | ------------------ |
| Wickie             | Andi Wittmann      |
| Ulme               | Hans Werner Olm    |
| Faxe               | Tetje Mierendorf   |
| Tjure              | Karlo Hackenberger |
| Snorre             | Rainer Fritzsche   |
| Halvar             | Jürgen Kluckert    |
| Günter von Münster | Peter Groeger      |
| König Galge        | Santiago Ziesmer   |
| König Ögla         | Harry Kühn         |
| König Rep          | Karsten Troyke     |

Zum 35-jährigen Wickie-Jubiläum produziert und veröffentlicht Studio 100 Media das bislang unverfilmte sechste Buch Wickie und die Stadt der Tyrannen als Hörspiel auf 4 CDs.
Wickie und die Stadt der Tyrannen Teil 1 (Spielzeit 45:44 Minuten) und Teil 2 (Spielzeit 48:15 Minuten) erscheinen am 18. September 2009.
Am 13. November 2009 folgen Teil 3 Die verwandelte Stadt und Teil 4 Friesen in Sicht.
Im Gegensatz zu den bisherigen Wickie-Hörspielen gibt es nicht nur TV-Tonspur und Erzähler zu hören. Stattdessen wurde das Hörspiel nach der Idee von Hans Bourlon und Gert Verhulst und unter der Regie von Kai Lüftner und Jan Ullmann neu produziert.

### Comics
Auf Deutsch erschien von 1974 bis 1980 eine Comic-Heftreihe mit 73 Heften im Condor Verlag. Außerdem erschienen in diesem Zeitraum sechs Taschenbücher und drei Alben. Seit 2009 erscheinen die Comics im zweimonatlichen Turnus mit Beilage beim panini Verlag. 2012 erschienen sogar acht Hefte.

### Geschichtenbuch
Auf Deutsch erschien 2003 ein durchgehend farbig illustriertes Geschichtenbuch im Verlag EDITION XXL.

### Realfilme
Der deutsche Schauspieler, Regisseur und Produzent Michael Herbig setzte Wickie und die starken Männer als Realfilm um. Die Dreharbeiten dauerten vom 5. August bis 13. November 2008, der Kinostart war am 9. September 2009.
Am 29. September 2011 kam die Fortsetzung Wickie auf großer Fahrt in die deutschen Kinos. Der Film unter der Regie von Christian Ditter wurde in 3D produziert. Die Dreharbeiten fanden im Sommer und Herbst 2010 statt.

### Computerspiele
Die Firma Snapdragon Games GmbH entwickelte zeitgleich zu Michael Herbigs Film Wickie und die Starken Männer (NDS) als Spiel für den Nintendo DS. Herausgegeben wurde das Spiel im Jahr 2009 von Intenium. Zwei Jahre später erschien vom gleichen Publisher die Fortsetzung Wickie und die starken Männer – Teil 2: Wiedersehen in Flake.

## Trivia
- Christian Lorenz, Keyboarder der Band Rammstein, bekam seinen Spitznamen „Flake“ in Anlehnung an die Sendung.[9]
- Der japanische Manga-Zeichner Eiichirō Oda begann sich durch Wickie für Piraten zu interessieren, was dazu führte, dass er die Manga-Serie One Piece schuf, die heute eine der erfolgreichsten japanischen Manga- und Anime-Reihen ist.[10]